# Sergiev Posad
Sergiev Posad (in russo Сергиев Посад?) è una città della Russia europea centrale, situata 71 km a nordest di Mosca e compresa nella sua oblast'; la città si trova sulle linee di collegamento stradali e ferroviarie tra Mosca e Jaroslavl'. Fino al 2019 era capoluogo del Sergievo-Posadskij rajon.

## Geografia e clima
Sergiev Posad è situata circa a 75 chilometri a nord-est di Mosca, lungo la storica strada che collega la capitale a Jaroslavl'.
Il clima è molto rigido d'inverno e tiepido d'estate. Infatti, nel mese di gennaio si raggiungono anche i −20 °C; a luglio, invece, si arriva fino a 25 °C. Da novembre a marzo la temperatura può scendere sotto zero. Le nevicate nella stagione invernale sono piuttosto frequenti: da ottobre a maggio le nevicate sono presenti. Il mese più piovoso è luglio, con circa 80 mm di pioggia.

## Storia
Sergiev Posad è conosciuta soprattutto per il monastero della Trinità di San Sergio (Troice-Sergieva lavra), fondato nel 1340 e fra i più importanti della Russia; la cittadina cresciutagli attorno divenne città nel 1742.
Il nome della città significa all'incirca "insediamento di Sergio" (il posad era, in epoca imperiale, una specie di zona commerciale), e si riferisce a san Sergio di Radonež; questa derivazione religiosa fu il motivo per cui rivoluzionari bolscevichi nel 1930 la ribattezzarono Zagorsk in memoria del rivoluzionario Vladimir Michajlovič Zagorskij. La denominazione originaria venne ripristinata nel 1991, con la caduta dell'Unione Sovietica.

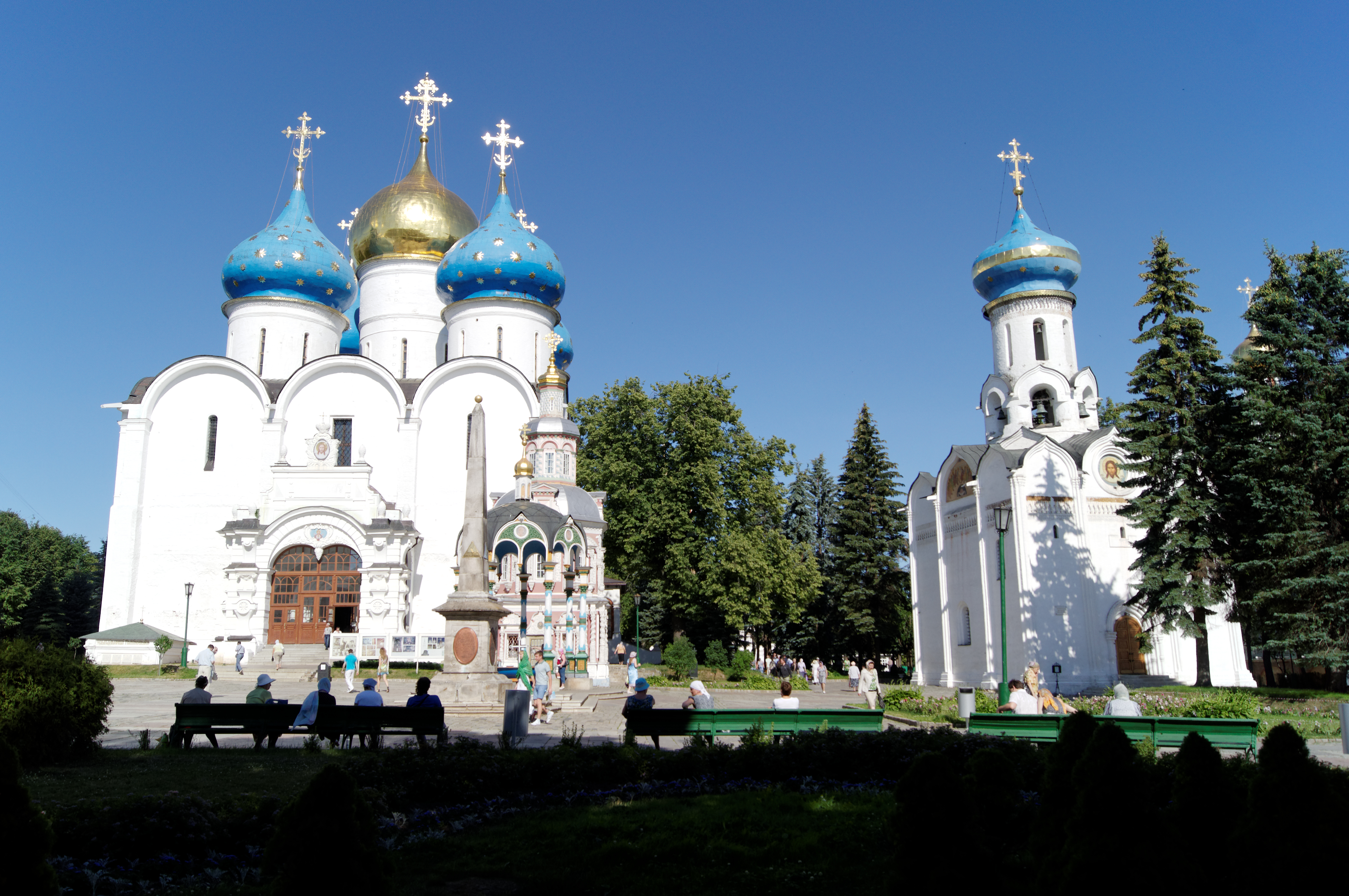
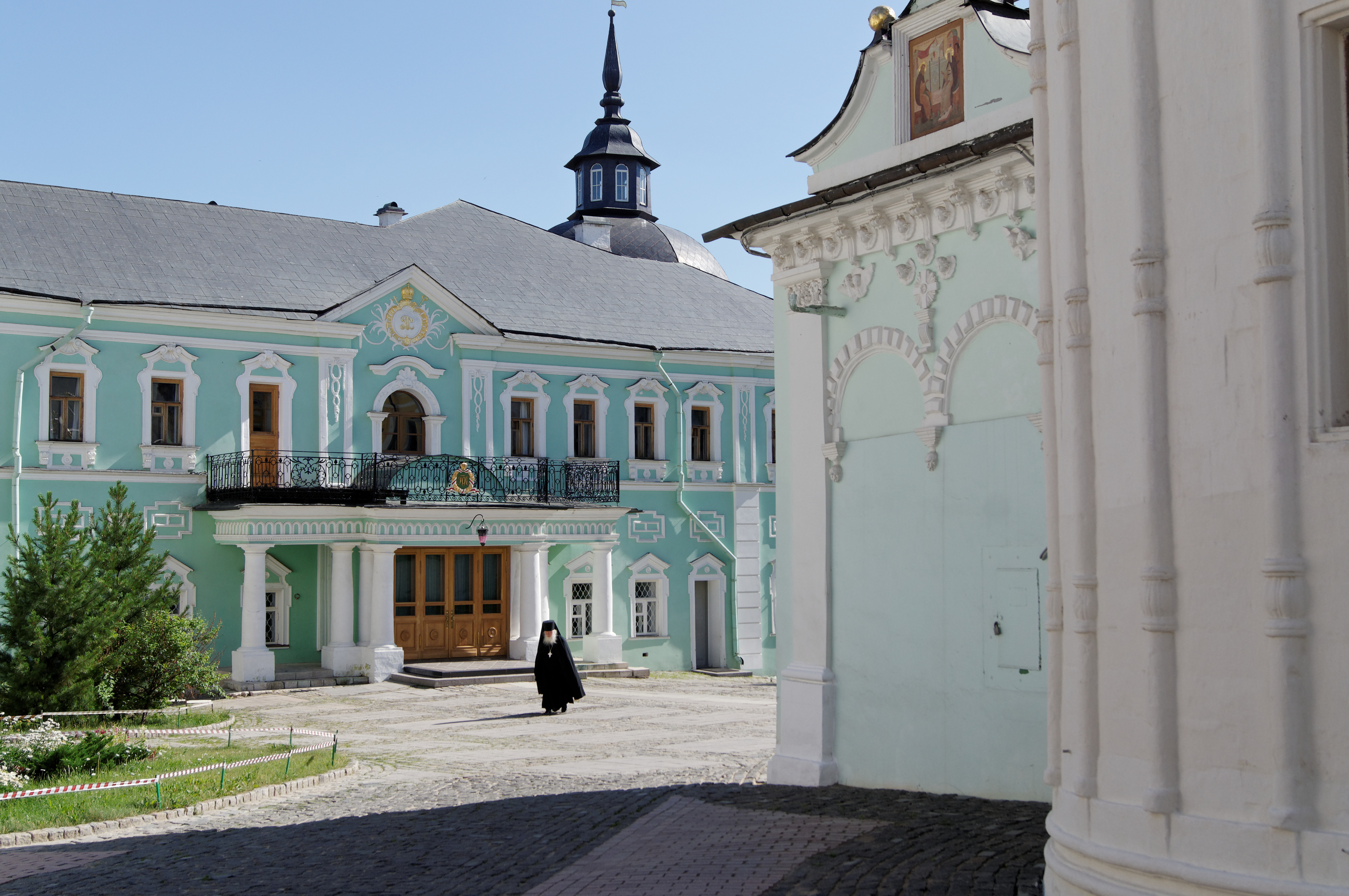

## Monumenti e luoghi d'interesse
- Monastero della Trinità di San Sergio Rappresenta il più importante monastero e centro spirituale della Chiesa ortodossa russa. Venne costruito nel XIV secolo e poi modificato e arricchito in più tempi. Al suo interno si trovano la cattedrale della Trinità e la cattedrale dell'Assunzione. Fa parte dei patrimoni dell'umanità dell'UNESCO[1].

## Economia
L'economia della città è prevalentemente industriale, anche se è presente una certa attività turistica derivante dalla posizione della città sull'anello d'oro.

## Società

### Evoluzione demografica
Fonte: mojgorod.ru
- 1897: 25.000
- 1926: 21.500
- 1939: 44.600
- 1959: 74.000
- 1979: 107.100
- 1989: 114.700
- 2002: 113.581
- 2007: 111.200
- 2010: 110.878